# سرعنوان‌های موضوعی پزشکی
سرعنوان‌های موضوعی پزشکی مش‌ها MeSHs Medical Subject Headings مجموعه واژگانی است که توسط کتابخانه ملی پزشکی ایالات متحده (NLM) ایجاد شد تا در نمایه‌سازی مقالات نشریات و فهرستگان کتاب‌های علوم زیستی به کار برده شود.

## انواع واژه‌های موجود در مش
- سرعنوان: مش‌ها مفاهیمی هستند که در منابع اطلاعات زیستی نمایش داده می‌شوند. مش‌ها و نوع انتشار به صورت سلسله مراتبی قرار گرفته و به آن ساختار درختی MeSH می‌گویند.
- نوع انتشار
- سرفصل
- رکوردهای تکمیل‌کننده یا supplementary concept records

## ساختار درختی مش
۱۶ سرشاخه اصلی برای واژگان مش وجود دارد:
A. Anatomy
B. Organisms
C. Diseases
D. Chemical and Drugs
E. Analytical, Diagnostic and Therapeutic Techniques and Equipment
F. Psychiatry and Psychology
G. Biological Sciences
H. Natural Sciences
I. Anthropology, Education, Sociology and Social Phenomena
J. Technology, Industry, Agriculture
K. Humanities
L. Information Science
M. Named Groups
N. Health Care
V. Publication Characteristics
Z. Geographic Locations

### توصیف گر
هر توصیفگر درختی دارای یک شماره مخصوص است که وضعیت آن واژه را در سلسله مراتب مشخص می‌کند.
مثل:
Eye [A01.456.505.420]
Eyebrows [A01.456.505.420.338]
در صورت وجود واژه در بیش از یک شاخه به آن چند شماره درختی داده می‌شود. اصطلاحات خاص تر به صورت دندانه‌ای در زیر اصطلاحات کلی‌تر قرار می‌گیرند. جستجوی یک اصطاح عام، به‌طور خودکار اصطلاح‌های زیر مجموعه آن که خاص تر هستند را نیز در بر می‌گیرد که به عنوان EXPLODE می‌گویند.

### توضیحات
برای هر توصیف‌گر توضیحات کوتاهی وجود دارد که توسط تیم MeSH و بر اساس دانشنامه‌ها و کتب پزشکی نوشته شده‌است.

### کیفیت‌بخش‌ها
برای محدود کردن جستجو از کیفیت بخش‌ها استفاده می‌شود؛ فرضاً در بیماری فلج‌اطفال با اضافه کردن اپیدمیولوژی جستجو روی مقالات اپیدمیولوژی فلج اطفال محدود می‌شود.